# Lucie Eyenga
Pour les articles homonymes, voir Eyenga.
Lucie Eyenga, de son vrai nom Eyenga Moseka Lucie, née en 1934 à Coquilathville (actuel Mbandaka) et morte le 12 décembre 1987 à Kinshasa, est une vocaliste, auteur-compositrice et interprète congolaise. Ancienne membre du groupe African Jazz, elle est l'une des pionners de la soukous musique.

## Biographie
Lucie Eyenga commence sa carrière musicale au sein du Label Opika dans lequel elle se fait remarquer pour ses chansons expressives, accessibles au grand public, avec un accent mis sur les harmonies vocales. Elle se fait découvrir en 1954 sur la scène  à Léopoldville (actuel Kinshasa) par le guitariste Zacharie Elenga, qui à l'époque se faisait accompagner par son élève Tshilumba wa Baloji allias "Tino Baroza" qui l'enrôle au sein des éditions "Opika".
C'est dans la même année de 1954 qu'elle gagnera sa renommée autant bien nationale qu'internationale grâce à sa première chanson sur disque Bolingo Ya La Joie .
Elle attire ainsi l'admiration du chanteur Joseph Kabasele et sa réputation continue ainsi de grandir au sein de l'orchestre African Jazz où elle évoluera de 1954 - 1956.
Après la fermeture du Label Opika, elle intègre les éditions Esengo , comme bon nombre de ses collègues à l'époque. 
Elle évolue ainsi entre 1957 et 1958 avec l'orchestre Rock-a-Mambo où elle participe à des chansons telles que Brigitte, Mabe na yo moko, Dit moninga, Nasepeli mingi et Zozo moke. 
À la suite de la séparation de l'orchestre Rock-a-Mambo et la fermeture des éditions Esengo, sa carrière prend une brève pause jusqu'au moment où elle réapparait à Brazzaville au sein du groupe Negro Band où elle participe aux chansons notables de ce groupe Adoula et Georgette,.
En 1975, elle est retenue pour faire partie du groupe mémorable Bakolo Miziki, groupe composé des grands noms de la musique zaïroise (congolaise) des années 50 autour d'une "Anthologie de la musique zaïroise" recommandée par la présidence du Zaïre à l'époque. Elle y forgera un répertoire de ses grands succès au sein des éditions Opika.
En 1983, elle réapparait aux côtés de Dr Nico Kasanda au sein de l'African Fiesta Sukisa. Elle s'associe ensuite avec Abeti Masikini sur deux albums réalisés à l'Industrie Africaine du disque à Brazzaville pour une réédition des morceaux de la période de gloire de Lucie Eyenga au sein de l'African Jazz et de l'orchestre Rock-a-Mambo.
Lucie Eyenga meurt le 12 décembre 1987 dans la ville de Kinshasa, à l'âge de 53 ans.

## Discographie
- Bolingo ya la vie
- Nabazanki
- Yaka maman
- Brigitte
- Mabe na yo moko
- Dit moninga
- Nasepeli mingi
- Zozo moke